# Ramponneau (croque-mitaine)
Pour les articles homonymes, voir Ramponneau (homonymie).
Ramponneau (parfois écrit Rampono, Ramponòt ou Rampounou) est un personnage imaginaire qui joue un rôle traditionnel de croque-mitaine.  Il est localisé dans le Sud-Ouest de la France, des Charentes, Aquitaine, Gascogne, jusqu'aux Pyrénées.

## Étymologie
Le nom de Ramponneau semble venir de Jean Ramponneau ou  Ramponeau, ou Ramponaux (1724-1802), cabaretier parisien qui connut une grande célébrité (il a sa rue à Paris), au point de susciter des dérivés de son nom dans le sens des établissements de boisson et des cafés, principalement dans le nord de la France et la Belgique. D'autres formes de ce même nom renvoient à des idées de coups assénés ou reçus : ramponneau, coup de poing, bourrade ; ramponneau, marteau de tapissier : ramponneau, jouet représentant un personnage sur une base semi-sphérique qui se redresse quand on l'a frappé. Le croque-mitaine, dont il n'existe aucune description, se manifeste souvent par des coups sur les murs ou les planchers (généralement produits par un membre de la famille ou un voisin complaisant).
Son origine semble relativement récente (XIXe siècle) dans les régions concernées, car la forme « française »  Ramponneau domine largement par rapport aux formes occitanisées de Ramponòt ou Rampounou mentionnées dans le dictionnaire du gascon de Simin Palay. Dans ce même dictionnaire, on trouve le verbe rampounà (ramponar) : se conduire comme Ramponneau, faire bombance ; faire des méchancetés. Doublet évident du verbe français ramponner, néologisme forgé au XVIIIe siècle à partir du cabaret de Ramponeau, et qui consistait à passer une nuit de beuverie à certaines dates. On peut aussi faire un rapprochement avec une famille de mots de l'ancien français issus de ramper, progresser avec ses griffes, se dresser, grimper ; ramposner, railler, insulter. Ramposne ou rampoigne, reproche, raillerie, insulte. Et ramposnos, railleur, injurieux. Le français a en outre le rampeau, jeu de quilles, et son équivalent occitan, riche en dérivés qui renforcent l'idée de coups qui renversent, et au-delà, la notion de combat victorieux : rampèu (hà rampèu, faire rampeau, égaliser, réussir un coup, résister). Mistral donne à peu près la même gamme de termes, sans faire allusion au croque-mitaine. Des équivalents existent aussi dans d'autres langues romanes, comme l'espagnol et l'italien. On peut donc penser — ceci n'étant, en tout état de cause, qu'une hypothèse —que l'association  entre les excès de boisson et les coups qui peuvent suivre expliquent les différents sens du nom de ramponneau, et que la réputation du cabaretier ait été en quelque sorte renforcée par les divers sens associés à son patronyme, dans les régions où ces termes étaient encore en usage, pour créer le personnage du croque-mitaine.

## Localisation
Ramponneau, en tant que croque-mitaine, semble localisé dans l'ouest et le sud-ouest de la France, à partir des Charentes (attesté dans l'île d'Oléron), l'Aquitaine, la Guyenne, la Gascogne et jusqu'aux Pyrénées centrales. 
Jean-François Bladé signale dans une note « En Agenais, Bazadais et Bordelais, j'ai souvent entendu menacer les petits enfants qui ne sont pas sages de Ramponneau, comme on fait ailleurs de Croquemitaine. Mais je n'ai jamais rencontré Ramponneau dans les contes de nos paysans de la Haute-Gascogne. » Or depuis cette époque le personnage de Ramponneau, sans figurer nommément dans les contes, a gagné ces régions. Olivier de Marliave en a retrouvé la présence en Ariège.